# Partito Comunista dello Sri Lanka
Il Partito Comunista dello Sri Lanka (in singalese ශ්‍රී ලංකාවේ කොමියුනිස්ට් පක්ෂය; in tamil இலங்கை கம்யூனிஸ்ட் கட்சி) è un partito politico comunista dello Sri Lanka. Alle ultime elezioni legislative, tenutesi il 2 aprile 2004, il partito era parte dell'Alleanza della Libertà del Popolo Unito che ha ottenuto 45.6% dei suffragi e 105 dei 225 seggi.

## Storia
Il CPSL fu fondato come Partito Comunista di Ceylon nel 1943, come continuazione del Partito Socialista Unito che si era formato su iniziativa della fazione filo-sovietica del Lanka Sama Samaja e che era stato vietato dalle autorità coloniali.
Il Partito Socialista Unito e poi il Partito Comunista furono inizialmente guidati dal Dr. S.A. Wickremesinghe.
Nel 1952 la moglie di Wickremesinghe, Doreen Young Wickremasinghe, ex leader del Movimento Suriya-Mal, fu eletta nel parlamento singalese.
Nel 1963 il Partito Comunista, Lanka Sama Samaja Party e il Mahajana Eksath Peramuna formarono il Fronte della Sinistra Unita il quale si scisse nel 1964 quando l'allora Primo Ministro Bandaranaike offrì ministeri al LSSP e al Partito Comunista.
A metà degli anni Sessanta il Dipartimento di Stato americano stimò il numero di iscritti al partito in circa 1900.
Nel 1968, il partito comunista si unì al LSSP ed al SLFP per formare il Fronte Unito. Nel governo del 1970, Pieter Keuneman divenne Ministro dell'edilizia e B.Y. Tudawe, vice-ministro dell'istruzione. Tuttavia una fazione del partito, guidata da S. A. Wickremasinghe e Indika Gunawardena, mantenne una linea di supporto critico al governo.
In seguito alle elezioni generali del 1977, per la prima volta in mezzo secolo, il Partito Comunista non ottenne rappresentanza parlamentare, ottenendo solo il 2% dei suffragi. Tuttavia, in seguito ad un ricorso successivo, Sarath Muttetuwegama fu eletto nel seggio di Kalawana.
Successivamente il partito comunista entrò nell'Alleanza del Popolo, il fronte guidato dal SLFP. Quando questo accantonò l'Alleanza del Popolo per formare l'Alleanza della Libertà del Popolo Unito (UPFA) insieme al Janatha Vimukthi Peramuna in vista delle elezioni legislative del 2004, il Partito Comunista e il LSSP rimasero inizialmente fuori. Il partito, comunque, firmò successivamente un memorandum con l'UPFA e partecipò alle elezioni nella sua piattaforma. Il partito non si ritiene, comunque, membro dell'alleanza.
Il partito ottenne un parlamentare nel 2004, il segretario generale D.E.W. Gunasekara. Gunasekara contava di divenire lo speaker del Parlamento singalese, ma perse per una manciata di voti. Gunasekara divenne quindi Ministro degli Affari Costituzionali.

## Giovanile
La sezione giovanile del partito è la Federazione Giovanile Comunista, che è membro della Federazione della Gioventù Mondiale Democratica.

## Pubblicazioni
Per molti anni il Partito ha pubblicato Aththa (Verità), un giornale in  Sinhala, che divenne parte del dibattito culturale popolare. Il suo organo in inglese era il settimanale Forward.

## Manifestazioni del Primo Maggio
Il Partito Comunista, il Lanka Sama Samaja Party e il Fronte Democratico di Sinistra hanno celebrato insieme la Festa del 1º maggio del Fronte Popolare Socialista a Kirullepone, Colombo il 1º maggio 2008.